# Peter Weckbecker
Peter Weckbecker (auch Wekbeker; * 24. August 1807 in Münstermaifeld; † 29. November 1875 in Düsseldorf) war ein deutscher Jurist, Richter und Abgeordneter. Zuletzt war er von 1850 bis zu seiner Pensionierung im Jahre 1861 Landgerichtsrat in Düsseldorf.

## Leben
Peter Weckbecker war der älteste Sohn unter 20 Kindern. Sein Vater Franz Georg Severus Weckbecker, der in der Franzosenzeit im Mosel-Eifel-Raum auch Moselkönig genannt wurde, war Kaufmann und Rittergutsbesitzer. Zu seinem Spitznamen kam der Vater aufgrund seines durch An- und Verkauf erzielten Reichtums – er hatte ehemaligen Kirchenbesitz, der vom französischen Staat im Zuge der Säkularisation enteignet worden war, in großem Stil ersteigert und wieder veräußert. Seine Mutter war die erste Ehefrau seines Vaters, Ursula Sophie Eggner († 24. Januar 1822 in Münstermaifeld). Sie war die einzige Tochter des Stadtschultheißen von Zell. Mit den Politikern August Reichensperger und Peter Reichensperger, der sein Schwager wurde, verband Weckbecker eine lebenslange Freundschaft.
Nach dem Besuch des Pestalozzi'schen Instituts in Wiesbaden studierte er von 1825 bis 1829 Philosophie, Rechtswissenschaften und Kameralistik in Bonn, Heidelberg und Berlin. Seine juristische Laufbahn begann 1829, 1833–1836 war er Auskulator. Im Anschluss daran war er 1836–1840 Referendar, 1842–1849 Assessor in Koblenz, Trier und Aachen. Im Rang eines Landgerichtsrates arbeitete er 1849–1851 in Köln sowie 1851–1861 in Düsseldorf. Darüber hinaus betätigte er sich auch politisch, so war er 1848/1849 Mitglied des Frankfurter Vorparlaments. Bei den Maiwahlen zur Deutschen Nationalversammlung schlug er in der Stichwahl in Kaisersesch als stellvertretender Abgeordneter im Wahlkreis 10 (Cochem-Mayen) August Reichensperger. Als Abgeordneter rückte er im Januar 1849 für Justizrat J. Werner in die Frankfurter Paulskirche nach.
Am 14. Mai 1850 heiratete er Elisabeth Constance Zurhelle. Den Ruhestand verbrachte er nach 1861 in Rom und Düsseldorf.
Seine Tochter Johanna erbte später das Schloss Rimburg. Wie das Schloss ursprünglich 1879 in die Hände eines Herrn Weckbecker gelangte und welche Rolle die Johanna Weckbecker dort spielt oder wie dieser Schlossbesitzer zum Peter Weckbecker steht, muss noch ergründet werden. Im Tagebuch des Peter Weckbecker heißt es zum Schluss: "Seine Tochter Johanna, die meine Mutter noch gut gekannt hat, erbte das Schloß Rimburg bei Aachen. Dieses Schloß mit seinen herrlichen Kunstschätzen kam durch eine etwas eigenartige Adoption in die Hände der Familie v. Brauchitsch."